# Stockholm Open 2007
Lo Stockholm Open 2007 è stato un torneo di tennis giocato sul cemento indoor. 
È stata la 39ª edizione dello Stockholm Open, che fa parte della categoria International Series nell'ambito dell'ATP Tour 2007.
Il torneo si è giocato al Kungliga tennishallen di Stoccolma in Svezia, dall'8 al 14 ottobre 2007.

## Campioni

### Singolare
Ivo Karlović ha battuto in finale  Thomas Johansson con il punteggio di 6–3, 3–6, 6–1

### Doppio
Jonas Björkman /  Maks Mirny hanno battuto in finale  Arnaud Clément /  Michaël Llodra con il punteggio di 6–4, 6–4